# وداعا فوران
وداعا فوران هو فيلم مغربي من إخراج داوود اولاد السيد سنة 1998، وبطولة كل من حسن الصقلي، محمد بسطاوي، عبد الله ديدان، محمد مفتاح، نزهة رحيل، وآخرون.

## القصة
يُصوّر الفيلم معاناة فرقة ترفيهية تتجول في الريف المغربي، وفي الأسواق بحثا عن الرزق وذلك من خلال ثلاث شخصيات تعيش أزمة حادة بسبب مهنتها الآخذة في الاندثار.

## الأدوار
- حسن الصقلي في دور "قاسم"
- محمد بسطاوي في دور "العربي"
- عبد الله ديدان في دور "ربيع"
- محمد مفتاح في دور "القايد"
- نزهة رحيل في دور "المُدرِّسة"
- عبد اللطيف الخمولي في دور "المُهاجر"
- زهيرة صديق في دور "النّادلة"
- زينب السمايكي في دور "الحاجة"

## روابط خارجية
- وداعا فوران على موقع IMDb (الإنجليزية)
- وداعا فوران على موقع قاعدة بيانات الأفلام العربية
- وداعا فوران على موقع ألو سيني (الفرنسية)
- وداعا فوران على موقع Turner Classic Movies (الإنجليزية)
- وداعا فوران على موقع قاعدة بيانات الفيلم (الإنجليزية)
- وداعا فوران على موقع ليتربوكسد (الإنجليزية)
- وداعا فوران على موقع كينوبويسك (الروسية)